# Vișina (gmina w okręgu Aluta)
Vișina – gmina w Rumunii, w okręgu Aluta. Obejmuje tylko jedną miejscowość Vișina. W 2011 roku liczyła 2930 mieszkańców.